# Andrea Balzola
Andrea Bàlzola (Torino, 26 maggio 1961) è un drammaturgo e saggista italiano.

## Biografia
Nato a Torino, figlio dell'alpinista e pittore Gino Balzola realizza alla fine degli anni Settanta i suoi primi cortometraggi cinematografici. Negli anni Ottanta si laurea in Lettere a Torino con una tesi di ricerca sull'innovazione televisiva, è nominato "cultore della materia" in Storia e critica del cinema presso le Università di Roma e Torino, collabora con il CNR, il Centro di Ricerca Universitario Teatrale, le riviste Mosaico, Cinema Nuovo, Castello di Elsinore e Sipario.
Segue un corso di sceneggiatura di Cesare Zavattini, negli anni Novanta ottiene la cattedra di Teoria e metodo dei mass media all'Accademia di Belle Arti, dove promuove i nuovi corsi di Drammaturgia multimediale e Nuove tecnologie dell'arte. Si trasferisce a Roma, dove collabora, insieme a Renato Sala, come freelance alla trasmissione Rai Mixer di Giovanni Minoli, realizzando reportage in Europa sui movimenti artistici ed ecologisti. Nel 1995 scrive il testo teatrale multimediale Democrazia. Lia e Rachele per l'attrice Marisa Fabbri, prodotto nel 1999 da Luca Ronconi per il Teatro di Roma, con la regia di Claudio Longhi. Nel 2000 scrive il primo ipertesto drammaturgico italiano Storie Mandaliche, portato in scena come spettacolo interattivo da Giacomo Verde, successivamente ripresentato in una nuova edizione al Piccolo di Milano con la performer Francesca Della Monica, il videoartista Theo Eshetu e il musicista Mauro Lupone.
Ha collaborato con la regista Alessandra Panelli e l'Associazione Diverse Abilità di Roma, per i laboratori di teatro integrato presso i Centri di Salute Mentale dell'Asl di Roma, realizzando i due spettacoli teatrali I viaggi di Gulliver e L'isola che c'è, documentati in un libro e DVD del 2008.
In collaborazione con la compagnia di Massimo Verdastro e Francesca Della Monica porta in scena gli spettacoli multimediali: Message in a Bottle (sui poeti romantici inglesi Byron, Percy e Mary Shelley), con video di Theo Eshetu, Arsenale di La Spezia, 2009, e Le voci del Vulcano (La torre di Hoelderlin), con video di Tullio Brunone, teatrino di Brera, 2012.
Nel 2011 Balzola realizza il testo e la regia dello spettacolo Specchio delle mie trame, sulla Contessa di Castiglione, con l'attrice Jole Rosa, video di Theo Eshetu. Nel 2017 prende avvio il progetto teatrale multimediale "Free Women Suite" dedicato alle donne coraggiose e ribelli della storia, in collaborazione con l'attrice Beatrice Schiaffino, che interpreta il primo monologo del progetto: La Papessa, presentato a Roma nel 2022 con la regia di Carmen Di Marzo. Nel 2021 scrive i testi per lo spettacolo multimediale La mano di Artemisia (su Artemisia Gentileschi), con la regia di Sabino Civilleri (Compagnia Civilleri-Lo Sicco) presentato in anteprima all'Università di Palermo e al Festival internazionale di  Teatro, Arte e Nuove tecnologie di Cagliari a cura di Kyber Teatro.
Realizza alcune sceneggiature in collaborazione con Paolo Modugno, Rocco A. Barbaro, Sandro Baldoni e Nico Garrone. Dai primi anni Duemila inizia una lunga collaborazione con Studio Azzurro e l'artista regista Paolo Rosa, con cui scrive il libro L'arte fuori di sé. Un manifesto per l'età post-tecnologica, edito da Feltrinelli e realizza i testi dello spettacolo Galileo all'Inferno. Pubblica numerosi volumi di saggistica su arte, spettacolo e new media, il progetto multimediale e graphic novel La fattoria degli anormali, da Orwell, (con disegni di Onofrio Catacchio)  e le due raccolte di racconti Storie di pittori e Caos, caso, cosa. I racconti dell'entropia.
Pubblica numerosi volumi di saggistica su arte, spettacolo e new media, tra cui il testo Le arti mulimediali digitali. Storia, tecniche, linguaggi, etiche ed estetiche delle arti del nuovo millennio, Garzanti (2004-2019) con Anna Maria Monteverdi.

## Opere

### Saggi
- La nuova scena elettronica, con Franco Prono, Torino, Rosenberg & Sellier, 1994.
- Kid Spot. Il mestiere della pubblicità, Roma, Editori Riuniti, 1999.
- Le arti multimediali digitali, con Anna Maria Monteverdi, Milano, Garzanti, 2004.
- Storyboard. Arte e tecnica, dallo script al set, con Riccardo Pesce, Roma, Dino Audino editore, 2009.
- La scena tecnologica, Roma, Dino Audino editore, 2011.
- Il teatro a disegni di Dario Fo (libro e DVD), con Marisa Pizza, video di Giuseppe Baresi, Archivio Fo-Rame, Milano, Scalpendi editore, 2015.
- L’arte fuori di sé. Un manifesto per l’età post-tecnologica, con Paolo Rosa, Milano, Feltrinelli, 2019.
- Weltanschauung. Cambiamo l’immagine del mondo, con S.Artero, P.Eubel, J.Pfeiffer, ed. Swiridoff,  2006;
- Arte e Media, Milano, Accademia di Brera, Scalpendi editore, 2010.
- Società disonorata. Identikit delle mafie italiane, con R.A.Barbaro, Milano, Bruno Mondadori, 2013.

### Opere teatrali
- Democrazia. Lia e Rachele, Roma, Teatro di Roma, 1999.
- Storie Mandaliche, Pisa, edizioni Nistri-Lischi, 2005
- L'isola che c'è. Teatro, ricerca, integrazione (libro e DVD), con Alessandra Panelli, Roma, Lucky Red, 2008.
- Una drammaturgia multimediale. Testi teatrali e immagini per una nuova scena, Roma, Editoria& Spettacolo, 2009.
- Le voci del vulcano, con Tullio Brunone, Milano, Scalpendi editore, 2012.
- Studio Azzurro. Teatro, a cura di Noemi Pittaluga e Valentina Valentini, Roma, Contrasto, 2012.

### Narrativa e poesia
- Onde (libro e disco), con Pino Mantovani, incisioni di Lea Gyarmati e musiche di Marino Pessina, voce di Luisa Castellani, Torino, Edizioni Stamperia del Borgo Po, 1984
- L’Ornato ben temperato, libro d’artista, con Paolo Masera, collezione N.Casorati, 1986, esposto all'Archivio di Stato di Firenze
- Disgregazione, con incisioni originali di Francesco Franco, Torino, Edizioni Stamperia Borgo Po, 1988
- Riversi, in L’addomesticamento del bue, antologia di poesie a cura di Berenice D’Este, Salerno, Ed. Il Grappolo, 1991
- Zero, con incisioni originali di Francesco Franco, Pisa, Edizioni La Pergola, 1992
- Sogni Racconti Metafore. 100 mini racconti degli allievi dell’Accademia di Belle Arti di Carrara, 1996
- Nostra Dormiente. La costellazione di pietra, con disegni di Francesco Franco, Mondovì, ed. El Peilo, 1997
- racconto Mon visage de pierre, in Monviso Re di pietra, Asti, Gribaudo editore, 1998
- Storie di pittori, (7 racconti), con P.Mantovani, Edizioni Fògola, Torino 2002
- poesie Passaggi  in Andrea Granchi, a cura di Renato Valerio, Comune di Varese, 2004
- I racconti del Mandala, 1998, pubblicati in Storie Mandaliche,  con A. M. Monteverdi, Nistri-Lischi, Pisa 2005
- Antologia della poesia erotica italiana, a cura di 10 riviste di poesia italiane, Roma, Atì editore, 2006
- La fattoria degli anormali (ispirato a G.Orwell), graphic novel, con R.Pesce, disegni di Onofrio Catacchio, La Spezia, Cut Up edizioni,  2007
- racconto I gemelli viaggiatori in Andrea Granchi: destini paralleli, Falconara, Edizioni Artemisia, 2009
- racconto Un ponte dipinto tra l’ombra e la luce, in Andrea Granchi: l’Adret et l’Envers, Regione Val d’Aosta 2010
- Caos, caso, cosa. Racconti dell'entropia, Catania, A&B-Gruppo editoriale Bonanno, 2018